# 釧路市立高等看護学院
釧路市立高等看護学院 （くしろしりつこうとうかんごがくいん）とは、北海道釧路市にある市立の専修学校。

## 概要
- 教育理念

　科学的思考を基盤とした看護の実践力、保健・医療・福祉全般にわたる広い視野、豊かな人間性を備えた人材を育成する。
- 教育環境

　春採湖を望む市立釧路総合病院に隣接しており、臨床実習先の市立釧路総合病院の医師・看護師が講師を担当していることから、臨床実習につながる充実した講義が受けられる。

## 沿革
- 昭和11年4月　市立釧路病院附属看護婦養成所開設
- 昭和13年5月　市立釧路病院附属乙種看護婦養成所開設
- 昭和28年3月　市立釧路病院附属乙種看護婦養成所閉所
- 昭和28年4月　市立釧路病院附属准看護婦養成所開所
- 昭和43年4月　釧路市立高等看護学院看護婦2年課程開設
- 昭和60年4月　釧路市立高等看護学院看護婦3年課程開設
- 昭和62年3月　2年課程看護婦養成所閉科
- 平成7年2月　専修学校認可（学校教育法第82条の8）
- 令和2年3月　新校舎落成

## 学院長
- 飯塚　桂司

## 設置学科
- 看護科（3年制・昼間）

## 所在地
- 北海道釧路市春湖台1-18

## 取得できる資格・免許状

### 看護科
- 専門士称号
- 看護師国家試験受験資格
- 保健師・助産師学校受験資格
- 養護教諭養成学校受験資格